# Lijst van burgemeesters van Herten (Nederland)
Dit is een lijst van burgemeesters van de voormalige Nederlandse gemeente Herten tot die gemeente op 1 januari 1991 opging in de gemeente Roermond.
| Ambtsperiode  | Naam burgemeester             | Partij of stroming | Bijzonderheden                                                   |
| ------------- | ----------------------------- | ------------------ | ---------------------------------------------------------------- |
| ??            | ??                            |                    |                                                                  |
| 1822 - 1867   | M.S. Korsten                  |                    | eerst schout                                                     |
| 1867 - 1869   | Chr. Korsten                  |                    |                                                                  |
| 1869 - 1910   | Christiaan Bonifacius Korsten |                    |                                                                  |
| 1911 - 1922   | J.J. Beenen                   |                    |                                                                  |
| 1923 - 1946   | J.H. van Geldrop              |                    | Tevens burgemeester van Linne (1920-1946) en Beegden (1922-1946) |
| 1945          | Th.H. van Herten              |                    | plaatsvervangend                                                 |
| 1947 - 1967   | P.J. Jacobs                   |                    | Tevens burgemeester van Linne                                    |
| 1967 - 1974   | Koen (K.Th.M.) Hehenkamp      | KVP                | Later burgemeester van Borne en Uden                             |
| 1974 - 1981   | Theo (L.H.Th.) Hendriks       | KVP / CDA          | Later burgemeester van Laren (NH)                                |
| 1981          | Jan (J.Th.) Hendrix           |                    | waarnemend, tevens burgemeester van Beesel                       |
| 1981 - 1988   | Karel (C.J.J.S.) Majoor       | PvdA               | Aansluitend burgemeester van Meerssen                            |
| 1988? - 1991? | Tjeu (M.G.N.) Schutgens       |                    | waarnemend                                                       |